# Mario Galbusera
Mario Galbusera (Morbegno, 21 giugno 1924 – Morbegno, 23 aprile 2018) è stato un imprenditore italiano.
È stato presidente di Galbusera S.p.A. e di Galbusera Biscotti S.r.l., in cui ha lavorato più di sessant'anni dedicandosi alla produzione e alla strategia dell'azienda.

## Biografia
Figlio di un pasticciere, lavorò fin da giovane assieme al fratello Enea (classe 1928) per ampliare l'attività artigianale del padre Ermete (un laboratorio creato a Morbegno, provincia di Sondrio, nel retro del caffè-pasticceria di proprietà della famiglia) fino a farla diventare un'industria. Si diplomò in ragioneria nel 1942 e frequentò per alcuni anni la facoltà di economia e commercio presso l'Università Bocconi di Milano, per poi dedicarsi interamente all'attività familiare. Inizialmente girò la Valtellina con un motocarro per vendere i prodotti, poi nel 1950 aprì con il fratello uno stabilimento a Morbegno con macchine a ciclo continuo e un'ottantina di dipendenti. Nel 1966 aprì un altro stabilimento, molto più grande, a Cosio Valtellino:  in seguito arriverà ad avere una decina di linee di produzione.
Nel corso degli anni l'azienda continuò a crescere, raggiungendo notevoli dimensioni, con l'apertura di una sede ad Agrate Brianza per la gestione delle attività commerciali e di marketing. Alla fine degli anni novanta Galbusera era fra i pionieri del mercato salutistico inaugurando una linea di biscotti, cracker e wafer per un'alimentazione sana e ad alto valore nutrizionale. Tale linea arrivò a rappresentare il 70% del fatturato e a diventare così il core business dell'azienda.
Nella gestione dell'azienda, dopo la morte nel 1966 del fratello Enea in un incidente di caccia in Jugoslavia, Galbusera fu gradualmente affiancato dai figli Paolo e Lorenzo e dai nipoti Andrea e Guido. Dopo la scomparsa di Andrea (morto a 50 anni per malattia nel settembre 2010) il controllo dell'azienda è in mano, con il 25% ciascuno, a Paolo, Lorenzo, Guido Galbusera e Nicoletta Zamboni. La famiglia fece poi un passo indietro affidando la gestione dell'azienda a un manager esterno.

## Riconoscimenti e altre attività
- 2004 Premio Lombardia per il lavoro dalla Regione Lombardia.
- 2012 Ambrogino d'Oro dal comune di Cosio Valtellino[6].
- 2016 Premio Lavagin d'oro dal Circolo Culturale Valtellinesi di Milano.[7]
- Dal 1970 al 2012 membro del consiglio d'amministrazione della Banca Popolare di Sondrio.[8]
- Dal 2004 socio benemerito della Società di San Vincenzo de' Paoli.